# Gumaga quyeni
Gumaga quyeni là một loài Trichoptera trong họ Sericostomatidae. Chúng phân bố ở miền Ấn Độ - Mã Lai.